# لوبيا بصلية بنامية
لوبيا بصيلية بنامية (الاسم العلمي:Pachyrhizus panamensis) هي نوع من النبات يتبع جنس اللوبيا البصلية من فصيلة البقولية.